# Michael Grundt Spang
Pour les articles homonymes, voir Grundt.
Œuvres principales
Spionen som lengtet hjem
Michael Grundt Spang, né le 14 juin 1931 à Mandal, en Norvège, et mort le 13 novembre 2003, est un écrivain et un journaliste norvégien, auteur de roman policier.

## Biographie
Il est journaliste criminel pour le Dagbladet et le Verdens Gang. En 1973, son ouvrage Torgersensaken est une réponse à l'essai Tilfellet Torgersen de Jens Bjørneboe qui prit la défense de Fredrik Fasting Torgersen (no).
En 1966, il publie son premier roman, En morder går løs. Avec Spionen som lengtet hjem, paru en 1985, il est lauréat du prix Riverton 1985.

## Œuvre

### Romans
- En morder går løs (1966)
- Operasjon V for vanvidd (1968)
- Malkersaken (1969) (coécrit avec Arild Feldborg)
- Justismordet (1972)
- Aksjon Ullersmo (1975)
- Du står ved stupet (1980)
- Spionen (1982)
- Spionen som lengtet hjem (1985)

### Autres ouvrages
- Den ukjente morder (1965)
- Torgersensaken (1973)
- Treholtsaken: Hva skjedde? (1986)

## Prix et distinctions

### Prix
- Prix Riverton 1985 pour Spionen som lengtet hjem[1]